# Sala de Ames
A sala de Ames (em inglês: Ames room) é uma sala distorcida que é usado para criar uma ilusão de ótica. Baseando-se em reflexões do físico alemão Hermann von Helmholtz a sala de Ames foi inventada pelo oftalmologista norte-americano Adelbert Ames, Jr. em 1946.
Uma sala de Ames é construída de modo que a partir da frente parece ser uma sala cúbica em forma normal, com uma parede no fundo e duas paredes laterais paralelas e perpendiculares ao chão e teto. No entanto, este é um truque de perspectiva e a verdadeira forma da sala é trapezoidal: as paredes são inclinadas e as do  teto e piso estão em um plano inclinado, e o canto direito é muito mais perto da frente do que o canto esquerdo.
Como resultado da ilusão de ótica, uma pessoa de pé em um canto parece ao observador ser um gigante, enquanto uma pessoa de pé no outro canto parece ser um anão. A ilusão é convincente o suficiente para que uma pessoa andando de trás a partir do canto esquerdo para o canto direito parece crescer ou encolher.